# Klaus von Ilusta
Klaus von Ilusta (* 18. Dezember 1934 in Berlin als Klaus Goehling), verheirateter Conrads, auch bekannt als Babbelplast, ist ein deutscher Künstler und Lebemann. Seine Arbeiten sind überwiegend Aktionen und Installationen im öffentlichen Raum.

## Leben und Werk

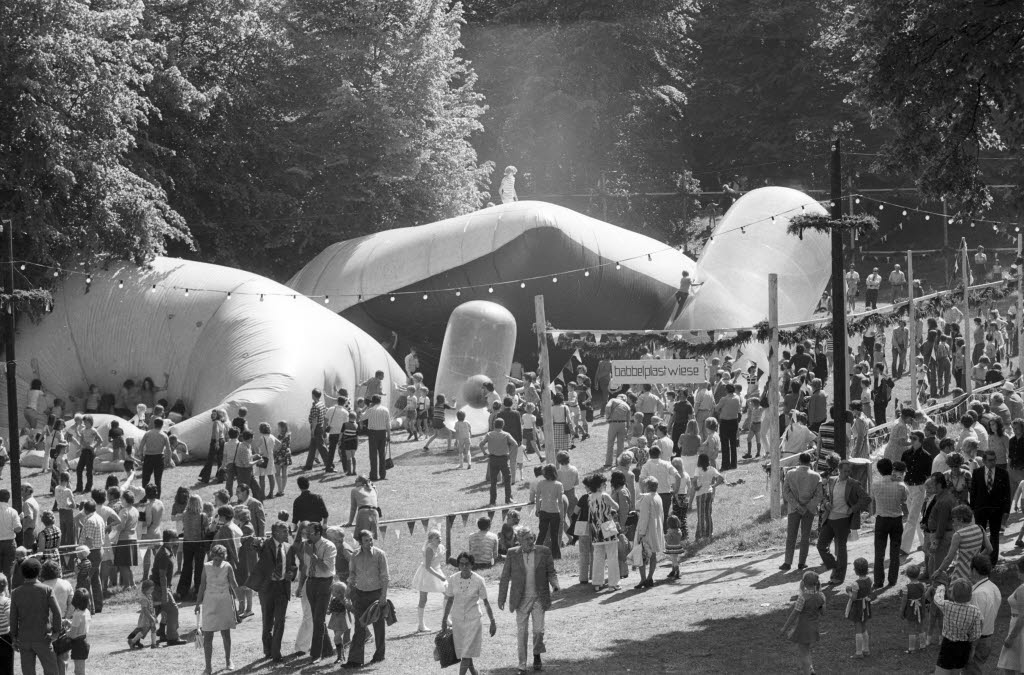
Babbelplast bei Volksfest, Kieler Woche 1974

Von Ilusta wuchs in Berlin auf. Im Krieg Evakuierung nach Grünkrug, Ostpreußen, später nach Zipsendorf, Kreis Meuselwitz, Thüringen. 1950 machte er sein Abitur an der Beucke-Schule in Berlin. Danach studierte er zwei Jahre Forstwissenschaften an der TU Berlin und weitere zwei Jahre in der Landwirtschaftsschule in Lüdenscheid. In Berlin absolvierte er eine zweieinhalbjährige Ausbildung bei der Polizei. Nach dem Abschluss studierte er Architektur an der Hochschule der Kunst in Berlin, welche er als Architekt HBK abschloss. In England hatte er 1965 einen Aufenthalt als Stadtplaner beim Greater London County Council und war Lehrer an der Kunstschule College of Art and Crafts Kingston upon Hull. Sechs Monate arbeitete er 1967 bei Lucio Fontana in Mailand. Ende 1968 gründete er die künstlerische Arbeitsgruppe Babbelplast, Erlebnisstrukturen im öffentlichen Bereich. Babbelplast ging mit benutzbaren Sprungobjekten, pneumatischen Großkonstruktionen (Pneumanie®) auf die Straße. Er ist damit der Vater der sogenannten Hüpfburgen. Babbelplast-Installationen fanden sich u. a. an der Kieler Woche 1974 und an der Bundesgartenschau in Mannheim 1975. Zwei Jahre später gründete er die Gruppen Synthetisches Syndikat und s.p.a.c.e (System for the production of air and communication environments). 1973 nahm er an den Künstlerkonferenzen in Riccione und Kyoto teil. Ab diesem Zeitpunkt lebte und arbeitete er bis 1986 in Berlin und zog dann nach Düsseldorf auf die Kiefernstraße.
Einladungen aus dem In- und Ausland erfolgten. Als Fashion Model entwickelte er auch eigene Mode.

## Preise und Auszeichnungen
Mehrere Auszeichnungen für die Konstruktion „Pneumanie“
- 1970 Silbermedaille „Erfinder- und Neuheitenmesse“ in Oberhausen
- 1971 und 1984 Bundespreis für gute Form durch die Bundesregierung
- 1973 Goldmedaille 5. Biennale[3] für Soziales Design die Konstruktion „Pneumanie“ in Ljubljana
- 1978: Deutscher Werkbund NW
- 1982: VDID Preis für behindertengerechtes Design[4]
- Ehrensöldner des deutschen Bundespräsidenten Deutsche Künstlerhilfe

## Ausstellungen, Aktionen und Stadtfeste (Auswahl)
- 23. Februar 1968: Möbel aus Polyvinylchlorid[5], Modus Möbel, Berlin
- 1969: OPERATIONEN Kassel, Museum Fridericianum
- 9. Oktober 1970: between 5[6], Kunsthalle Düsseldorf
- 1971: Internationale Kunststoffausstellung ika[7], Lüdenscheid
- November 1970: Experiment Straßenkunst[8], Hannover
- 1975: Luisenpark Mannheim: Bundesgartenschau[9]
- 1978, 1979, 1981: Kulturfest Weserlust, Bremen[10]
- 1982: documenta 7, Windballett[11]
- 1987: Bundesgartenschau Düsseldorf[12]
- 2000: GRENZFaHrt 21[13], Zwickau / Karlsbad
- 16. November 2013: Die Uhr tickt[14]